# Логинов, Вадим Петрович
Вади́м Петро́вич Ло́гинов (19 июня 1927, Невьянск, Свердловский округ, Уральская область, РСФСР, СССР — 16 декабря 2016, Москва, Россия) — советский дипломат и партийный деятель. Чрезвычайный и полномочный посол.

## Биография
Родился 19 июня 1927 года в городе Невьянске Свердловского округа Уральской области (ныне город входит в состав Свердловской области).
Член ВКП(б) (1950). Окончил Ленинградский кораблестроительный институт (1950) и Высшую дипломатическую школу МИД СССР (1967).
- В 1950—1953 годах — инженер-конструктор, старший строитель кораблей на Ижорском заводе,
- В 1953—1958 годах — на комсомольской работе,
- С января по апрель 1958 года — первый секретарь Ленинградского областного комитета ВЛКСМ,
- В 1958—1961 годах — секретарь ЦК ВЛКСМ,
- В 1962—1965 годах — первый секретарь Выборгского городского комитета КПСС Ленинградской области,
- В 1965—1967 годах — слушатель Высшей дипломатической школы МИД СССР в Москве,
- В 1968—1971 годах — первый секретарь, советник посольства СССР в США,
- В 1971—1974 годах — советник-посланник посольства СССР в Польше,
- В 1974—1978 годах — заведующий IV Европейским отделом МИД СССР,
- С 17 марта 1978 по 16 декабря 1983 года — чрезвычайный и полномочный посол СССР в Анголе[3],
- В 1984—1985 годах — заведующий V Европейским отделом МИД СССР,
- В 1985—1988 годах — заместитель министра иностранных дел СССР,
- С 28 ноября 1988 по 20 сентября 1991 года — чрезвычайный и полномочный посол СССР в Югославии[4].

Кандидат в члены ЦК КПСС (1986—1990). Депутат Верховного Совета РСФСР (1963—1967).
Похоронен в Санкт-Петербурге на Серафимовском кладбище.

## Награды
- Орден Октябрьской Революции (20 ноября 1981)
- 2 ордена Трудового Красного Знамени (22 июня 1957; 18 июня 1987)
- Орден Дружбы народов (23 июня 1977)
- 2 ордена «Знак Почёта» (30 августа 1957; 22 октября 1971)
- Медали